# Michel Auger
Michel Auger (Shawinigan, 27 de junio de 1944-Montreal, 31 de octubre de 2020) fue un periodista canadiense. Fue reportero de delitos en Le Journal de Montréal, y pasó 42 años en el periodismo, comenzando como autónomo antes de hacerse conocido por cubrir el crimen organizado, incluidos años de luchas entre bandas rivales de motociclistas en la provincia de Quebec. En 2000, recibió seis disparos en la espalda durante un ataque frente a la oficina del periódico.

## Carrera periodística
Cuando era un joven reportero en su provincia natal de Quebec, Auger comenzó a trabajar como autónomo, pero gravitó hacia la información sobre crímenes, donde dejó su huella en la industria del periodismo como un reportero que podía comunicarse tanto con la policía como con el elemento criminal en la búsqueda de cuentos. A lo largo de los años, escribió sobre temas como la mafia, la corrupción sindical asociada con André Desjardins, las bandas criminales y otros temas, incluido el largo y sangriento conflicto a lo largo de la década de 1990 entre las bandas rivales de motociclistas de Quebec, los Hells Angels y la Rock Machine.
En medio de ese conflicto, alrededor de las once de la mañana del 13 de septiembre de 2000, Auger se encontraba en el estacionamiento de Le Journal cuando un agresor se le acercó por detrás y le disparó seis veces en la espalda. A pesar de sus heridas, Auger pudo llamar a emergencias y pedir ayuda. Finalmente se recuperó de las heridas, aunque los médicos no pudieron retirar tres de las balas. La policía siguió investigando el tiroteo, pero no realizó ningún arresto. Auger también ha escrito varios libros sobre crímenes y reportajes sobre crímenes, incluidas sus memorias, El motorista que me disparó y La enciclopedia del crimen organizado canadiense con Peter Edwards.
El trabajo de Auger ha sido reconocido con varios premios, incluido uno de los Periodistas Canadienses por la Libre Expresión, la Asociación Nacional de Periódicos y el gobierno de Quebec. El 28 de agosto de 2006, Auger anunció su retiro de los informes diarios. Continuó escribiendo columnas, así como trabajando en proyectos de televisión y más libros. El 31 de octubre de 2020, Auger murió de pancreatitis.